# Giovanni Acanfora
Giovanni Acanfora (Castellammare di Stabia, 7 aprile 1884 – 8 marzo 1976) è stato un banchiere italiano.

## Biografia
Fece tutta la sua carriera al ministero delle Finanze dove raggiunse il grado di ispettore generale. Il 19 luglio 1910 fu iniziato in Massoneria nella Loggia "Manfredi" di Benevento
Alla morte di Pasquale Troise, fu nominato  direttore generale della Banca d'Italia, incarico che esercitò formalmente dal 22 maggio 1940 al 26 luglio 1943, data in cui fu nominato ministro degli Scambi e valute nel primo governo Badoglio. Dopo l'8 settembre 1943 rimase a Roma, e il 20  prese parte alla riunione del direttorio della Banca d'Italia nel corso della quale il governatore Vincenzo Azzolini rese nota la sua decisione di accondiscendere alla richiesta del governo nazista di trasferire al Nord il patrimonio aureo della Banca.   
Nell'aprile del 1944 il governo della Repubblica di Salò ratificò una deliberazione del Consiglio superiore dell'Istituto di emissione del 25 febbraio con la quale si sollevava Acanfora dall'incarico. 
Ricercato dalle autorità della RSI, riuscì ad evitare la cattura.
Dopo la Liberazione, nel corso dell'inchiesta e del processo a carico di Azzolini Acanfora testimoniò contro l'ex governatore.  